# Pik-Sen Lim
Pik-Sen Lim (林碧笙, właśc. Lim Phaik-Seng, ur. 16 września 1944 w Penangu, zm. 9 czerwca 2025) – brytyjska aktorka chińskiego pochodzenia, jedna z najbardziej znanych odtwórczyń ról Chinek w brytyjskiej telewizji i filmie. Największą popularność przyniósł jej serial komediowy Mind Your Language (1977-1979). 

## Życiorys
Pochodziła z rodziny Chińczyków osiadłych w dzisiejszej Malezji. Jej językiem ojczystym, którego używała potem zwykle grając Chinki, nie był literacki mandaryński, lecz hokkien. Jej ojciec był człowiekiem niezwykle majętnym, potentatem na rynku oleju palmowego. W wieku 16 lat wbrew stanowisku swoich rodziców opuściła dom rodzinny i wyjechała do Wielkiej Brytanii, gdzie chciała podjąć karierę aktorską. Początkowo występowała w teatrze, zaś w 1964 otrzymała pierwszą stałą rolę telewizyjną, jako pielęgniarka chińskiego pochodzenia w dramacie medycznym Emergency – Ward 10. W połowie lat 60. poślubiła scenarzystę telewizyjnego Dona Houghtona i regularnie grała w pisanych przez niego serialach, m.in. jednej z serii Doktora Who. Często pojawiała się w operach mydlanych, jest też wziętą epizodystką i aktorką charakterystyczną. 
W 1977 została obsadzona w serialu Mind Your Language, który przyniósł jej największą popularność, a zarazem był pierwszym w brytyjskiej telewizji serialem opartym przede wszystkim na aktorach wywodzących się z mniejszości narodowych i etnicznych. Opowiadał o grupie kursantów uczęszczających na wieczorowe lekcje angielskiego dla cudzoziemców. Lim grała tam sekretarkę z chińskiej ambasady, gorliwą maoistkę, która często wprawiała kolegów i nauczyciela w zakłopotanie swoim ideologicznym zapałem. W późniejszych latach nadal regularnie pojawiała się w serialach, m.in. Mirandzie i Małej Brytanii. Była również narratorką w oryginalnej wersji językowej gry komputerowej Dark Souls. 
W 2011 roku wystąpiła u boku Rowana Atkinsona w filmie Johnny English Reaktywacja, a w 2013 roku pojawiła się z gościnnym występem w popularnym serialu medycznym Szpital Holby City.

### Życie prywatne
Po śmierci Dona Houghtona, od 1991 pozostawała wdową. Jej córka Sarah Houghton również jest aktorką.